# Churchover
Churchover är en ort och civil parish i Storbritannien.   Den ligger i grevskapet Warwickshire och riksdelen England, i den södra delen av landet, 130 km nordväst om huvudstaden London. Churchover ligger 117 meter över havet och antalet invånare är 230.
Terrängen runt Churchover är platt. Runt Churchover är det ganska tätbefolkat, med 207 invånare per kvadratkilometer. Närmaste större samhälle är Coventry, 17,8 km väster om Churchover. Runt Churchover är det i huvudsak tätbebyggt.